# Aloe cooperi
Aloe cooperi é uma espécie de liliopsida do gênero Aloe, pertencente à família Asphodelaceae.